# Yuanlin
Yuanlin (員林市S, Yuánlín ShìP) è un comune di Taiwan, situato nella provincia di Taiwan e nella contea di Changhua.